# Ачех-Таміанг (регентство)
Регентство Ачех Таміанг (індонез. Kabupaten Aceh Tamiang) — регентство на сході провінції Ачех в Індонезії, на сході межує з провінцією Північна Суматра. Воно розташоване на острові Суматра. Регентство займає площу 1957,02 квадратних кілометрів і має населення 251 914 осіб за переписом 2010 року та 294 356 осіб за переписом 2020 року офіційна оцінка на середину 2021 року становила 297 522. Резиденція регентського уряду знаходиться в місті Каранг Бару.

## Адміністративні райони
Регентство адміністративно поділено на дванадцять округів (кечаматани), перерахованих нижче з їхніми територіями та населенням за даними перепису 2010 року та перепису 2020 року разом з офіційними оцінками станом на середину 2021 року Таблиця також містить розташування районних адміністративних центрів, кількість сіл (сільських деса та міських келурахан) у кожному районі та їх поштовий індекс.
| Назва             | Площа в км 2 | Перепис населення 2010 | Перепис населення 2020 рік | Оцінка середина 2021 року | Адміністративний центр | Кількість сіл | Індекс |
| ----------------- | ------------ | ---------------------- | -------------------------- | ------------------------- | ---------------------- | ------------- | ------ |
| Таміанг Хулу      | 194,63       | 17,353                 | 19 745                     | 19,903                    | Пулау Тіга             | 9             | 24479  |
| Бандар Пусака     | 252,37       | 11 598                 | 13 861                     | 14 038                    | Бабо                   | 15            | 24478  |
| Кеджуруан Муда    | 124,48       | 31,763                 | 36,857                     | 37,222                    | Сунгай Ліпут           | 15            | 24477  |
| Тенгулун          | 295,55       | 16,315                 | 18 560                     | 18,708                    | Сімпанг Кірі           | 5             | 24477  |
| Рантау            | 51.71        | 32 850                 | 38,245                     | 38,606                    | Алур Кукур             | 16            | 24474  |
| Кота Куаласімпанг | 4.48         | 18 030                 | 18 858                     | 18 883                    | Куала Сімпанг          | 5             | 24475  |
| Серувей           | 188,49       | 23,627                 | 27,608                     | 27 900                    | Тансі Лама             | 24            | 24473  |
| Бендахара         | 132,53       | 18 551                 | 22 578                     | 22,907                    | Сунгай Ію              | 33            | 24470  |
| Банда Мулія       | 48.27        | 10 644                 | 12 816                     | 12 989                    | Телага Меуку           | 10            | 24472  |
| Каранг Бару       | 139,45       | 36,226                 | 43,535                     | 44,117                    | Каранг Бару            | 31            | 24476  |
| Секерак           | 257,95       | 6,029                  | 7,483                      | 7,607                     | Секерак Каван          | 14            | 24476  |
| Маняк Платний     | 267.11       | 28 928                 | 34,210                     | 34,612                    | Tualang Cut            | 36            | 24471  |
| Підсумки          | 1957,02      | 251,914                | 294,356                    | 297,522                   | Каранг Бару            | 213           |        |